# Reykjavik Botaniske Have
Reykjavik Botaniske Have (Latin: Hortus Botanicus Reykjavikensis, islandsk: Grasagarður Reykjavíkur Grasagarður Reykjavíkur) er en botanisk have beliggende i distriktet Laugardalur i Reykjavík på Island. Den blev grundlagt den 18. august 1961 til byens 175-års jubilæum.
Haven rummer mere end 5.000 plantearter fordelt på otte plantesamlinger og tilbyder et rigt fugleliv, især grå gæs. En af institutionens mange formål er uddannelse, og der tilbydes guidede ture til offentligheden, ligesom skolegrupper årligt besøger parken. Haven er medlem af Botanic Gardens Conservation International-organisationen med koden REYK.